# Olyra longicaudata
Olyra longicaudata е вид лъчеперка от семейство Olyridae.

## Разпространение
Видът е разпространен в Индия (Асам, Дарджилинг и Мегхалая), Мианмар и Тайланд.